# Chlumečský vrch
Chlumečský vrch (610 m n. m.) je kopec nacházející se ve střední části CHKO Blanský les, v Šumavském podhůří, v okrese Český Krumlov. Pojmenován byl po malé obci Chlumeček, která přiléhá k severnímu úpatí kopce a spadá pod správu městyse Křemže, obklopující vrch dále na východě a jihovýchodě. Na vrcholu kopce se stojí telekomunikační stožár.

## Popis
Chlumečský vrch je zalesněný kopec homolovitého tvaru, který dosahuje v nejvyšším bodě nadmořské výšky 610 m n. m. Kopec se tyčí 100 metrů nad Křemžskou kotlinou, utvářenou údolími Chmelenského, respektive Křemžského potoka, které jej obtékají ze západní, respektive jižní strany. Na jeho východním úpatí se nachází osada Pasíčka, část městyse Křemže, který se rozkládá dále na jihovýchod. Pod severním svahem leží malá obec Chlumeček, spadající též pod Křemži, podle které je také tento vrchol pojmenován. U břehů Chmelenského potoka se nachází trampská osada Račí údolí, zde se nachází dřevěná chata. Na vrcholu kopce stojí malý telekomunikační stožár postavený v roce 2002. Západní úbočí je strmější než přístup od Křemže.

## Flóra a fauna
Lesnatý porost kopce je tvořen z větší části smrčinou, avšak v jihozápadní a jižní části je les borový s příměsí dubu letního. V lokalitě byly zaznamenány případy výskytu vzácných druhů rostlin. Patří k nim zběhovec jehlancovitý, ostružiník sivofialový, ostřice odchylná a kapradina hrálovitá.
V Chmelenském potoce se vyskytuje rak říční.

## Zajímavosti
Ve výšce 580 m n. m. se nachází nádrž na pitnou vodu, do níž je potrubím přiváděná z 5,5 kilometru vzdáleného zdroje v severním úbočí hory Kleť nad obcí Chlum. Vodovod byl postaven v roce 1929 z důvodu nedostatku vody v hospodářstvích nad obcí. Projektantem byl ing. Josef Bureš z Prahy.
Na přelomu 19. a 20. století byl Chlumečský vrch pravděpodobně nezalesněný. Zkázu předchozího lesa způsobila jednak vichřice roku 1870 a následná kůrovcová kalamita a jednak rozsáhlý polom v roce 1917.